# 刀悶錦圖
刀悶錦圖，（?—1890年），中國清朝時期鎮康州土司，1878年－1890年在位，是上任土司刀悶晟圖胞弟。1890年刀悶錦圖被殺害，由其子刀悶純祖襲位，刀悶純祖病故後，無子承嗣，胞弟刀悶純興襲之。